# میوزیک (آلبوم پلی‌بوی کارتی)
میوزیک (همچنین به‌عنوان من میوزیک هستم نیز شناخته می‌شود) سومین آلبوم استودیویی خواننده رپ آمریکایی پلی‌بوی کارتی است. در ۱۴ مارس ۲۰۲۵ ازطریق ایسپ ماب و اینترسکوپ رکوردز منتشر شد. این آلبوم از ۳۰ قطعه تشکیل شده است و دارای حضور مهمان از تراویس اسکات، د ویکند، سکپتا، فیوچر، کندریک لمار، لیل اوزی ورت، تای دولا ساین و یانگ تاگ است. این آلبوم به‌عنوان ادامه آلبوم قبلی او، Whole Lotta Red (۲۰۲۰) عمل می‌کند. پنج آهنگ در طول اجرای عنوان او در جشنواره موسیقی رولینگ لود در استادیوم هارد راک در میامی گاردنز، فلوریدا در ۱۵ دسامبر ۲۰۲۴ به نمایش درآمد.
در ۹ مارس ۲۰۲۵، پلی‌بوی کارتی اعلام کرد که کار بر روی آلبوم پس‌از سال‌ها برزخ توسعه کامل شده است. مدت کوتاهی بعد، در ۱۲ مارس، او تاریخ انتشار آلبوم را ۱۴ مارس ۲۰۲۵، پس‌از یک رشته‌تیزر توسط اسپاتیفای تأیید کرد.

## پس‌زمینه و ضبط
پس‌از موفقیت دومین آلبوم استودیویی خود، Whole Lotta Red (۲۰۲۰)، کارتی به‌سرعت شروع به کنایه زدن دربارهٔ انتشار آلبوم جدید کرد. در ۱۰ مارس ۲۰۲۱، تنها سه ماه پس‌از انتشار Whole Lotta Red، کارتی به پروژه جدیدی در اینستاگرام اشاره کرد. تا ۲۳ اوت ۲۰۲۱، او عنوان اولیه آلبوم، خودشیفته، را فاش کرد و تاریخ انتشار را برای ۱۳ سپتامبر تعیین کرد، اگرچه این تاریخ درنهایت بدون انتشار آلبوم گذشت. با گذشت یک سال، برنامه‌های کارتی برای آلبوم تکامل یافت. در مصاحبه‌ای در آوریل ۲۰۲۲ با مجله ایکس‌ایکس‌ال، او اشاره کرد که عنوان آلبوم به میوزیک تغییر کرده است. در این دوره، کارتی به‌طور فعال درحال ضبط و آزمایش صداهای جدید بود و به‌دنبال ایجاد موفقیت در کارهای قبلی خود بود. فرایند خلاقانه او شامل کار با همکاران مختلف، استفاده از استعدادهای موجود در لیبل اوپیم خود، ازجمله تولیدکنندگانی مانند فیلتی و گروه کار بر روی مردن بود. کارتی همچنین تحت‌تأثیر ژانرهای مختلف، ترکیب عناصر پانک، رپ و موسیقی تجربی بود.
در طول سال‌های ۲۰۲۲ و ۲۰۲۳، کارتی در اجراهای زنده، فعال باقی‌ماند، آهنگ‌های منتشر نشده را به نمایش گذاشت و در میان طرفداران انتظار ایجاد کرد. در ۲۵ دسامبر ۲۰۲۲، دومین سالگرد Whole Lotta Red، کارتی با انتشار چیزی در اینستاگرام که به نظر می‌رسد کاور آلبوم جدید است و توییتی که «همه حامیانم را دوست دارم وقتش رسیده است» گمانه‌زنی‌ها را دوباره برانگیخت. تا سال ۲۰۲۳، کارتی دیدگاه خود را برای آلبوم مستحکم کرد و روند خلاقیت خود را تشدید کرد و در عین حال به تغییر و تکمیل پروژه ادامه داد. در مصاحبه‌ای در نوامبر ۲۰۲۳ با نومرو برلین، کارتی بر اهمیت شخصی آلبوم تأکید کرد و آن را به‌عنوان مهم‌ترین اثر خود تا به امروز توصیف کرد. او فاش کرد که بیشتر آلبوم در یک استودیوی غار مانند در پاریس ضبط شده است، جایی که او سه ماه غرق در فرایند خلاقیت بود. در ۱۷ نوامبر، کارتی پروداکشن کانیه وست برای آلبوم را فاش کرد. روز بعد، پس‌از تیتراژ کارناوال کمپ فلگ گناو در ۱۸ نوامبر، کارتی فاش کرد که آلبوم هیچ مهمانی از هنرمندان دیگر نخواهد داشت و گفت: «من سعی می‌کنم این کار را خودم انجام دهم». در ۹ مارس ۲۰۲۵، کارتی فاش کرد که «من میوزیک هستم» تمام شده است. چند روز بعد، در ۱۲ مارس، او رسماً اعلام کرد که آلبوم در ۱۴ مارس ۲۰۲۵ پس‌از یک رشته‌تیزر از اسپاتیفای منتشر خواهد شد.

## انتشار و ترویج
کمپین تبلیغاتی برای آلبوم کارتی در ۷ دسامبر ۲۰۲۳ زمانی آغاز شد که او یک استوری رمزآلود اینستاگرامی را منتشر کرد که در آن بیان می‌کرد: «من موسیقی هستم» و پس‌از آن استوری دیگری که پاسخ فارل ویلیامز را نشان می‌داد. این موضوع باعث شد تا حدس و گمانه‌هایی در مورد نسخه آینده منتشر شود. بعداً در همان روز، دی‌جی آکادمیکز اعلام کرد که انتظار می‌رود آلبوم کارتی در ژانویه ۲۰۲۴ منتشر شود و آن را «بهترین چیزی که تا به حال شنیده‌اید» توصیف کرد. بااین‌حال، یک ماه بدون انتشار آلبوم گذشت.
در ۸ دسامبر ۲۰۲۳، کارتی با انتشار آهنگ «روز متفاوت» از طریق حساب اینستاگرام اوپیوم، همراه با یک موزیک ویدیوی کامل، تبلیغات را افزایش داد. بااین‌حال، این آهنگ به‌طور رسمی در پلتفرم‌های استریم موسیقی منتشر نشد و جذابیت انحصاری و زیرزمینی خود را حفظ کرد. طی هفته‌های بعد، کارتی به این رویکرد غیرمتعارف ادامه داد و مجموعه‌ای از تک‌آهنگ‌های تبلیغاتی را حذف کرد: «۲۰۲۴» در ۱۴ دسامبر، «هود بای ایر» در ۱۹ دسامبر، «بک‌رومز» با حضور تراویس اسکات در ۱ ژانویه ۲۰۲۴، «اویل جوردن» در تاریخ ۱۵ ژانویه، و «کتامین» در ۱۲ مارس. هرچند همگی در میوزیک ظاهر می‌شوند، البته با عناوین مختلف. هر نسخه با یک موزیک ویدیو همراه بود، که بیشتر آنها منحصر به اینستاگرام یا یوتیوب بود، و باعث ایجاد انتظار بیشتر برای آلبوم شد.
در طول سال ۲۰۲۴، کارتی به آزار دادن طرفداران با تکه‌هایی از آهنگ‌های جدید در طول اجراهای زنده ادامه داد، ازجمله پیش‌نمایش آهنگ‌های «آل رد» و «فاک آن مای دی‌جی» در جشنواره لیریکال لیموناد تابستانی در ژوئن. در طول سال، کارتی شروع به کنایه زدن در مورد اینکه تاریخ انتشار آن در سال ۲۰۲۴ است، کرد. او و سایر منابع نزدیک، از جمله دی‌جی آکادمیک و اعضای اوپیم، از عبارت «میوزیک ۲۰۲۴» در رسانه‌های اجتماعی استفاده کردند. بااین‌حال، سال ۲۰۲۴ نیز بدون انتشار آلبوم گذشت. در ۱۷ ژوئن، کارتی دوباره از اینستاگرام برای پیش‌نمایش یک آهنگ منتشرنشده دیگر استفاده کرد و حدس و گمان را زنده نگه داشت. در ۱۲ سپتامبر ۲۰۲۴، یک روز قبل از تولد کارتی، او در اینستاگرام با اکانت‌های وابسته به اوپیم این استوری را بازنشر کرد. این اعلامیه مرچ‌های جدیدی را نشان داد که شامل عنوان آلبوم و اشاره‌ای به تاریخ انتشار احتمالی آن بود. حدود یک ساعت بعد، کارتی به‌روزرسانی دیگری را در اینستاگرام منتشر کرد - یک تیزر برای تک‌آهنگ «آل رد» با عنوان: «امشب؟ آل رد؟». متعاقباً این تک‌آهنگ در نیمه‌شب روی پلتفرم‌های استریم منتشر شد. در ۲۲ نوامبر ۲۰۲۴، کارتی آهنگ جدیدی را ازطریق حساب اینستاگرام اوپیم با عنوان و زیرنویس «این را پخش کن» منتشر کرد. پنج روز بعد در ۲۷ نوامبر ۲۰۲۴، کارتی اعلام کرد که من میوزیک هستم را در رولینگ لود میامی در ۱۵ دسامبر ۲۰۲۴ اجرا خواهد کرد. در ۱۵ دسامبر ۲۰۲۴، کارتی پنج آهنگ جدید را در حین اجرای خود خواند.

| .             | توییتر |
| @playboicarti |        |

             جمعه
         

        ۱۲ مارس ۲۰۲۵

در اواخر فوریه و اوایل مارس ۲۰۲۵، مجموعه‌ای از بیلبوردهای تبلیغاتی با همکاری اسپاتیفای در مکان‌های اصلی مانند داون‌تاون لس آنجلس، تایمز اسکوئر و پارک بی‌فرانت در میامی ظاهر شد. این بیلبوردها، با فونت امضای آلبوم، پیام‌های رمزآلود از جمله «میوزیک داره میاد» (۱۷ فوریه)، «من میوزیک هستم ام‌اف‌ها» (۱۸ فوریه)، «اصلاح» (۱۹ فوریه)، «آی‌ام‌اس‌اووای‌وی‌ال» (۲۰ فوریه)، «شرمنده برای انتظار» (۲۱ فوریه)، «بیبی‌بوی» (۲۲ فوریه)، «اصلاح بیش از حد» (۲۵ فوریه)، و «خیابون‌ها آماده» و «من میوزیک هستم» (۱۲ مارس). اسپاتیفای با انتشار تیزر ویدیویی با عنوان «ایمان داشته باش» در شبکه‌های اجتماعی این آلبوم را بیشتر تبلیغ کرد. مدت کوتاهی بعد، کارتی اکانت اصلی اینستاگرام خود را پاک کرد و به جای آن در اکانت اینستاگرام اوپیم پست گذاشت و تصویری از بیلبورد تایمز اسکوئر به اشتراک گذاشت. او بعداً یک پست اینستاگرامی را با عنوان «من یه سگم و شما همه اینو می‌دونید #من میوزیک هستم» دنبال کرد و به نظرات پین شده اسپاتیفای و کای سنات پاسخ داد. بعداً در همان روز، کارتی به سادگی «جمعه» را در توییتر پست کرد، که اولین توییت خود از سال ۲۰۲۲ تاکنون به‌شمار می‌رود و بعداً تاریخ انتشار آلبوم را در ۱۴ مارس تأیید می‌کند. او متعاقباً یک ویدیوی اینستاگرامی با حضور هنرمند بریتانیایی بلک‌هین به اشتراک گذاشت که انتظارات برای انتشار قریب‌الوقوع آلبوم را تشدید کرد. آلبوم ابتدا قرار بود در نیمه‌شب، به وقت استاندارد شرقی (EST) منتشر شود. بااین‌حال، پس‌از آن سه ساعت به ساعت ۳:۰۰ صبح به وقت شرقی، یا نیمه‌شب، به وقت استاندارد اقیانوس آرام، به تعویق افتاد، که کارتی به آکادمیک و سنات هشدار داد. حضور مهمان نیز در این زمان فاش شد.

## عنوان
کارتی به عناوین بالقوه مختلف برای میوزیک کنایه زده بود. در ابتدا، او در پستی در توییتر به عنوان خودشیفته اشاره کرد که در آن اسکرین‌شات را از چت گروهی آی‌مسیج به اشتراک گذاشت و اعلام کرد: «نمونه‌های خالی را فراموش کنید. خودشیفته را رها کنید». این بیانیه تحریک‌آمیز لحن انتظار آلبوم را ایجاد کرد و باعث شد تا مدت کوتاهی پس‌از آن، تور خودشیفته او به تور کینگ ومپ تغییر نام دهد.
علاوه بر خودشیفته، طرفداران حدس می‌زنند که عنوان دیگری، آنتاگونیست، نیز می‌تواند با آلبوم مرتبط باشد. این گمانه زنی از تور جهانی لغو شده ناشی شد که در ابتدا قرار بود هنرمندانی مانند کن کارسن، دیستروی لونلی و هویکساید گنگ را به نمایش بگذارند.
در مصاحبه‌ای در آوریل ۲۰۲۲ با مجله ایکس‌ایکس‌ال، کارتی از عنوانی که بعداً عنوان نهایی می‌شود، به سادگی با بیان میوزیک رونمایی کرد. او تأکید کرد که «در این مرحله تمام چیزی که هست همین است» و رویکردی مستقیم به کارش پیشنهاد می‌کند. از دسامبر ۲۰۲۳، کارتی عنوان من میوزیک هستم را به زبان می‌آورد که توجه طرفداران او را به خود جلب کرده است.
سرانجام، در ۱۲ سپتامبر ۲۰۲۴، کارتی اعلامیه قابل توجهی در مورد میوزیک داد. او به‌طور رسمی عنوان من میوزیک هستم را در جریان عرضه پیش‌فروش‌های باکس‌ست فاش کرد. در کنار این اعلامیه، او پیش‌فروش دیجیتالی آلبوم را معرفی کرد و ۹ طرح سی‌دی مختلف را به نمایش گذاشت که سه مورد از آنها به‌عنوان بخشی از بسته‌های مرچ انحصاری برای خرید در دسترس بود. در سرویس‌های پخش، علی‌رغم اینکه عنوان اصلی در جلد آلبوم نگهداری می‌شد، عنوان به میوزیک کوتاه شد.

## فهرست آهنگ‌ها
| فهرست قطعه‌های موسیقی | فهرست قطعه‌های موسیقی                      | فهرست قطعه‌های موسیقی |
| شماره                | نام                                       | مدت                  |
| -------------------- | ----------------------------------------- | -------------------- |
| ۱.                   | «Pop Out»                                 | ۲:۴۱                 |
| ۲.                   | «Crush» (همکاری با تراویس اسکات)          | ۲:۵۳                 |
| ۳.                   | «K Pop»                                   | ۱:۵۲                 |
| ۴.                   | «Evil J0rdan»                             | ۳:۰۳                 |
| ۵.                   | «Mojo Jojo»                               | ۲:۳۶                 |
| ۶.                   | «Philly» (همکاری با تراویس اسکات)         | ۳:۰۵                 |
| ۷.                   | «Radar»                                   | ۱:۴۷                 |
| ۸.                   | «Rather Lie» (همکاری با د ویکند)          | ۳:۲۹                 |
| ۹.                   | «Fine Shit»                               | ۱:۴۶                 |
| ۱۰.                  | «Backd00r»                                | ۳:۱۰                 |
| ۱۱.                  | «Toxic» (همکاری با سکپتا)                 | ۲:۱۵                 |
| ۱۲.                  | «Munyun»                                  | ۲:۳۴                 |
| ۱۳.                  | «Crank»                                   | ۲:۲۷                 |
| ۱۴.                  | «Charge Dem Hoes a Fee» (همکاری با فیوچر) | ۳:۴۵                 |
| ۱۵.                  | «Good Credit» (همکاری با کندریک لمار)     | ۳:۱۰                 |
| ۱۶.                  | «I Seeeeee You Baby Boi»                  | ۲:۳۸                 |
| ۱۷.                  | «Wake Up F1lthy» (همکاری با تراویس اسکات) | ۲:۴۹                 |
| ۱۸.                  | «Jumpin» (همکاری با لیل اوزی ورت)         | ۱:۳۲                 |
| ۱۹.                  | «Trim» (همکاری با فیوچر)                  | ۳:۱۳                 |
| ۲۰.                  | «Cocaine Nose»                            | ۲:۳۱                 |
| مجموع مدت:           | مجموع مدت:                                | ۷۶:۵۷                |

### خوانندگان مهمان
- «Crush» ،«Philly» ،«Charge Dem Hoes a Fee» و «Wake Up F1lthy» دارای آوازهایی از تراویس اسکات هستند.
- «Mojo Jojo» ،«Backd00r» و «Good Credit» دارای آوازهایی از کندریک لامار هستند.
- «Rather Lie» دارای آوازهایی از د ویکند است.
- «Toxic» دارای آوازهایی از سکپتا است.
- «Charge Dem Hoes a Fee» و «Trim» دارای آوازهایی از فیوچر هستند.
- «Jumpin» و «Twin Trim» دارای آوازهایی از لیل اوزی ورت هستند.
- «We Need All Da Vibes» دارای آوازهایی از تای دولا ساین و یانگ تاگ است.